# Women – for America, for the World
Women – for America, for the World é um filme-documentário em curta-metragem estadunidense de 1986 dirigido e escrito por Vivienne Verdon-Roe. Venceu o Oscar de melhor documentário de curta-metragem na edição de 1987.

## Elenco
- Joanne Woodward